# Paula Noya
Paula Noya (Lugo, 14 de septiembre de 1969) es una artista visual española, poliédrica y multidisciplinar. Su trabajo examina temas existenciales, íntimos y vitales que se vuelven universales a partir de obvias referencias autobiográficas en una búsqueda constante de identidad.

## Trayectoria
Paula Noya se licenció en Bellas Artes por la Universidad de Salamanca en 1993 y posteriormente realizó el Máster en Estética y Teoría de las Artes por la Universidad Autónoma de Madrid. Dos años después, en 1995 realizó los Cursos de Doctorado en el Departamento de Estética de la Facultad de Filosofía en la Universidad  Autónoma de Madrid.
Se dedicó a impartir cursos, talleres y seminarios de arte en instituciones como el CMAGEC, Centro Murciano de Arte Gráfico (Murcia), ECAM, Escuela de cinematografía y audiovisuales de Madrid, en el Museo Thyssen-Bornemizsa (Madrid) y en el Museo del Prado.
Ha participado en exposiciones colectivas e individuales y en múltiples ferias de arte contemporáneo
Pertenece a la Asociación Mujeres en las Artes Visuales (MAV)

## Obra
Su trabajo examina temas existenciales, íntimos y vitales que se vuelven universales a partir de obvias referencias autobiográficas. Su búsqueda constante de identidad se reflejó en su primer dibujo, que fue firmado en 1985, donde la mirada de una niña se escapaba de la ingenuidad de la infancia, para escrutar al observador/a, para mostrarle la dureza de su pequeño recorrido en el mundo: “Retrato de mi abuela Inés”.
Noya en algunos casos toma como referencias artísticas la obra de otras artistas. En "Latidos" donde esa búsqueda de reconocimiento en el otro se vuelve personal, su mente viaja a las instalaciones de vestidos de Louise Bourgeois, a sus “celdas” o “habitaciones rojas”, con una fuerte connotación psicológica en esa sensación de aprisionamiento. Bourgeois está presente en muchas de sus obras y probablemente sea una de sus más claras influencias. Según sus palabrasː

“Bourgeois es en mi opinión una de las artistas que mejor refleja en su trabajo el trauma, los miedos, la ira ante hechos biográficos de su propia vida que muestra de una manera honesta y sincera”
Paula Noya (Mujeres Mirando Mujeres. 2018-04-09)

En El vestido de novia las palabras bordadas sobre pañuelos se vuelven símbolos, mensajes de subversión, metáforas, al igual que en las obras de la artista vasca Yolanda Herranz. Por su parte, en Nazarenos, donde retrata los trajes de los Tamboristas de Moratalla, Murcia, leemos su interés por referentes como Cindy Sherman, que utilizaba la indumentaria para provocar la reflexión sobre diferentes clichés machistas en la sociedad. En este caso, con túnicas y capirotes, como si de nazarenos se tratara, la extrañeza viene dada por los colores y estampados, que contradicen la sacralidad y austeridad propia de estos ropajes.
Conceptualmente, muchas de sus obras hablan de la soledad y del aislamiento de las personas. La filosofía de Alberto Giocometti respira en obras como “Ceguera”, que parte de la idea de que las cosas vistas en el interior pueden ser más reales que las vistas en el exterior, tomando como leitmotive la pérdida voluntaria de la vista.
Del mismo modo que siempre le ha fascinado René Magritte y especialmente sus cuadros en los que pinta cuerpos y cabezas tapados por telas. Puede también que en sus collages sea una de las referencias más notables. Y su serie escultórica Ovillos nos recuerda a la instalación Impenetrable de Mona Hatoum, ese cubo construido con alambre de espino, que representa el espacio del hogar como algo agresivo, violento o poco acogedor. Sus “ovillos”, construidos de hierro y alambre de espinos, se oponen radicalmente a la idea transmite la lana, evocándonos suavidad, protección, calor.
Memoria, ausencia y cicatriz se vuelven protagonistas en el que puede que sea uno de sus proyectos más autobiográficos, Ausencias, una serie de fotografías “construidas” como si fueran piezas de un rompecabezas, que se presentan como una metáfora de la construcción de nuestra vida. Como en las instalaciones del artista francés Christian Boltanski, Paula Noya cuestiona aquí la frontera entre lo ausente y lo presente, siendo su álbum familiar y los recuerdos el eje vertebral.
Según describe la artista y crítica de arte Paula Cabaleiro, sobre su obra, "El error y el fracaso, la presencia de la muerte, el hogar no siempre protector, la huella del patriarcado, la crudeza de las emociones, la cicatriz, Paula Noya nos remueve, nos incomoda porque sus obras no preguntan si pueden acceder, simplemente acceden. Son artefactos para hacer sentir, con la acritud que ello implica".

## Colecciones
- UNA PUERTA VIOLETA, Centro Carmen Jiménez, La Zubia, Granada,
- LAS FORMAS DEL ALMA, Instituto Cervantes, Madrid,
- “CUADERNO INACABADO” Centro Valey, Piedras Blancas, Avilés,
- EL BOSQUE INTERIOR: LAS FORMAS DEL ALMA, Zaragoza,
- ARTELAGUNA ARTPRIZE 14.15, Venecia, Italia
- IDENTIDADES Y LATIDOS, Museo Provincial de Lugo
- II FESTIVAL MIRADAS DE MUJERES, MAV, Madrid
- Festival Internacional de Documental OPENCITY, Londres
- Festival Internacional DOCUMENTAMADRID’10. Madrid
- MULIER, MULIERIS, 2009, Museo de la Universidad de Alicante
- FOCALE 2001 y 2003, Junta de Castilla y León
- CIRCUITOS 2000, Comunidad de Madrid
- FOCALE 2000, Junta de Castilla y León
- ARCO 2000
- V Certamen de Arte Joven de U.G.T., Madrid
- VII Certamen de Pintura del Concello de Cambre, La Coruña
- Certamen de Pintura Caja España`92, Valladolid

## Becas y premios
Antes de finalizar sus estudios y comenzó a participar en cerámenes y recibir algunos premios, como el Accésit del Certamen de Pintura José Guisan, Lugo o el 2.º Premio del V Certamen de Arte Joven de U.G.T., Madrid, ambos en 1990.
Con una Beca Erasmus de la Facultad de Bellas Artes de Salamanca, en 1991, siguió sus estudios en la Nuova Academia de Belle Arti de Milán, Italia.
Continuó su actividad creadora sin dejar de participar en varios concursos de la Junta de Castilla y Leónː el Certamen de Artes Plásticas´99 y el Certamen Foto Joven 2000, siendo adquirida la serie fotográfica La ausencia imposible. Posteriormente, en 2003, también logró la adquisición de la serie fotográfica Movimientos.
Con su obra Nazarenos consiguió el 1.er Premio en el X Concurso de Fotografía de Murcia: Etnografías, cultura y tradiciones, Murcia, en 2015.
El Premio Galería Luisa Pita, Mujeres Mirando Mujeres de Lugo le fue condecido en 2019 por su obra El velo pintado.

## Exposiciones individuales
- 2020  Omnia Vanitas, Galería Luisa Pita, Santiago de Compostela
- 2019  El velo pintado, 13EspacioArte, Sevilla
- 2018  Soy aquella! Espacio de desarraigo, Estado Crítico, Sala Alterarte, Uvigo, Ourense
- 2016 El hilo de Cloto, La Factoría de Papel, Actiividad programada en la Bienal de Miradas de Mujeres, Madrid
- 2016 La Distancia Incómoda, Centro Valey, Piedras Blancas, Avilés
- 2015 Gabinete de Sombras, La Factoría de Papel, Madrid
- 2015 Identidades y Latidos, exposición comisariada por Susana Blas, Museo Provincial de Lugo
- 2013 Cegueras e Imposturas, II Festival Miradas de Mujeres, Sala La Bacía, Madrid
- 1996 Red de Arte Joven de la Comunidad de Madrid, Cirros, Madrid
- 1995 Sala de exposiciones FE.VE.SA, Salamanca
- 1994 Centro Cultural “El Montacargas”, Madrid
- 1993 Sala de exposiciones del Banco Gallego, Lugo

## Publicaciones
Su obra ha sido publicada en diferentes publicaciones y catálogos como; “Las formas del alma” (2017). “Secuencias de la experiencia. Estadios de lo visible. (Aproximaciones al videoarte español)” Ed. Brumaria (2017). Libro de artista“Cuaderno inacabado” (2016)( http://paula-noya.com/publicaciones/cuaderno-inacabado/) Catálogo“Identidades y Latidos” (2015), Libro de fotografía “Gabinete de Sombras” (2015, Catálogo “El bosque interior” (2015) Catálogo “ArteLaguna ArtPrize” (2015), Catálogo “Festival Miradas de Mujeres” (2014), Catálogo “Mulier Mulieris” (2009)(http://www.mua.ua.es/expo_temp/mulier. Catálogo Fotonoviembre VI (2005), Catálogo Focale (2001), Catálogo Circuitos (2001.